# 1375
Пізнє Середньовіччя •  Відродження •  Реконкіста •  Ганза •  Авіньйонський полон пап •  Монгольська імперія •  Столітня війна

## Геополітична ситуація
Імператором Візантії є Іоанн V Палеолог (до 1376), державу османських турків очолює султан Мурад I (до 1389). Карл IV Люксембург має титул імператора Священної Римської імперії (до 1378). Королем Франції є Карл V Мудрий (до 1380).
Апеннінський півострів розділений: північ належить Священній Римській імперії, середню частину займає Папська область, південь належить Неаполітанському королівству. Деякі міста півночі: Венеція, Піза, Генуя тощо, мають статус міст-республік. Триває боротьба гвельфів та гібелінів.
Майже весь Піренейський півострів займають християнські Кастилія і Леон, де править Енріке II (до 1379), Арагонське королівство та Португалія під правлінням Фернанду I (до 1383). Під владою маврів залишилися тільки землі на самому півдні. Едуард III королює в Англії (до 1377), Королем Швеції є Альбрехт Мекленбурзький (до 1389). У Польщі та Угорщині королює Людвік I Великий (до 1382). У Литві княжить Ольгерд (до 1377).
Руські землі перебувають під владою Золотої Орди. Триває війна за галицько-волинську спадщину між Польщею та Литвою. Намісником Галичини є Владислав Опольчик.
У Києві княжить Володимир Ольгердович (до 1394). Володимирське князівство очолює московський князь Дмитро Донський.
Монгольська імперія займає більшу частину Азії, але вона розділена на окремі улуси. На заході євразійських степів править Золота Орда, що переживає період Великої Зам'ятні. У Семиріччі владу утримує емір Тамерлан. Іран роздроблений, окремі області в ньому контролюють родини як монгольського, так і перського походження.
У Єгипті владу утримують мамлюки, а Мариніди у Магрибі. У Китаї править династії Мін. Делійський султанат є наймогутнішою державою Індії. В Японії триває період Муроматі.
Цивілізація мая переживає посткласичний період. Почали зароджуватися цивілізація ацтеків та інків.

## Події
- Митрополитом Київським, Руським і Литовським призначено Кипріана.
- Новгородські ушкуйники спалили Кострому.
- Твер та Москва уклали мир. Твер зобов'язалася допомогти Москві проти Золотої Орди. Михайло Олександрович Тверський поступився титулом великого князя московському князю Дмитру, прозваному пізніше Донським.
- Після численних поразок у Столітній війні англійці підписали з французами в Брюгге мирну угоду, за якою за ними на континенті залишалися тільки Кале, Бордо та Байонна.
- Після смерті Вальдемара IV регентом Данії стала Маргарита I Данська. Королем проголошено її малолітнього сина Олафа IV.
- Єгипетські мамлюки захопили Кілікійську Вірменію і поклали край її державності. Останній правитель Левон VI потрапив у полон.
- Авраам Крескес склав Каталонський атлас.
- Колюччо Салютаті став канцлером Флоренції.
- Молдавським господарем став Петро I.

## Померли
- 21 грудня — У Чертальдо поблизу Флоренції у віці 62-х років помер Джованні Бокаччо, італійський прозаїк і поет Раннього Відродження.